# قرطوم
القرطوم  هي شجرة دائمة الخضرة من الفصيلة الفَويّة، يرجع أصلها إلىٰ جنوب شرق آسيا، حيث توجد في تايلاند، وإندونيسيا، وماليزيا، وميانمار، وبابوا غينيا الجديدة، حيث تَمّ استخدامه في الطب التقليدي منذ القرن التاسع عشر. يتميّز القرطوم بخصائص تشبه الأفيون كما أنّ له بعض التأثيرات منشطة.
حتّىٰ 2018، كان لا يُعرف سوى القليل عن قيمة القرطوم باعتبارها وصفات طبية، نظرًا لأن البحث في استخدامها كان ذا نوعية رديئة. وفي فبراير 2018، ذكرت إدارة الغذاء والدواء (FDA) أنه لا يوجد أي دليل يثبت أن القرطوم آمن أو فعال لعلاج أي حالة. بعض الناس يتناولون القرطوم في حالات الألم المزمن، ولعلاج أعراض انسحاب الأفيون، وفي الآونة الأخيرة أصبح يستخدم من أجل أغراض ترفيهية. يبدأ ظهور تأثيرها عادةً خلال 5 إلى 10 دقائق وتدوم من 2 إلى 5 ساعات.
قد تشمل الآثار الجانبية للقرطوم بعض الآثار البسيطة الشائعة مثل الغثيان والقيء والإمساك. وقد تشمل بعض الآثار الجانبية الأكثر حدّة مثل فشل الجهاز التنفسي، ونوبة الصرع، والإدمان، والذهان. أيضاً من الآثار الجانبية الأخرى ارتفاع معدل ضربات القلب وضغط الدم، ومشاكل النوم، وسمية الكبد. عند إيقاف الاستخدام، قد تحدث أعراض الانسحاب. قد تحدث حالات الوفاة بالقرطوم إما من المادة نفسها أو نتيجة خلطها بمواد أخرى. بين عامي 2011 و 2017، وقعت 44 حالة وفاة مرتبطة بتناول القرطوم، واحدة منها فقط كانت نتيجة للنبات وحده. وقعت تسع حالات وفاة مرتبطة بالقرطوم في السويد في عامي 2011 و 2012، وكلها اشتملت على مزيج من القرطوم مع مسكن أفيوني كوصفة طبية.
اعتباراً من 2018، أصبح هناك قلق دولي متزايد بشأن تهديد محتمل للصحة العامة من استخدام القرطوم. في بعض الولايات القضائية، تم تقييد بيعه واستيراده، ورفعت العديد من سلطات الصحة العامة التنبيهات بشأن تناوله. أصبح القرطوم مادة خاضعة للرقابة في 16 دولة، وفي عام 2014، حظرت إدارة الأغذية والأدوية استيراد وتصنيع القرطوم باعتباره مكمل غذائي. في بعض الأحيان، يتم خلط المنتج النهائي للقرطوم في مزيج مع مواد منشطة للعقل مثل الكافيين والكوديين.

## وصفه

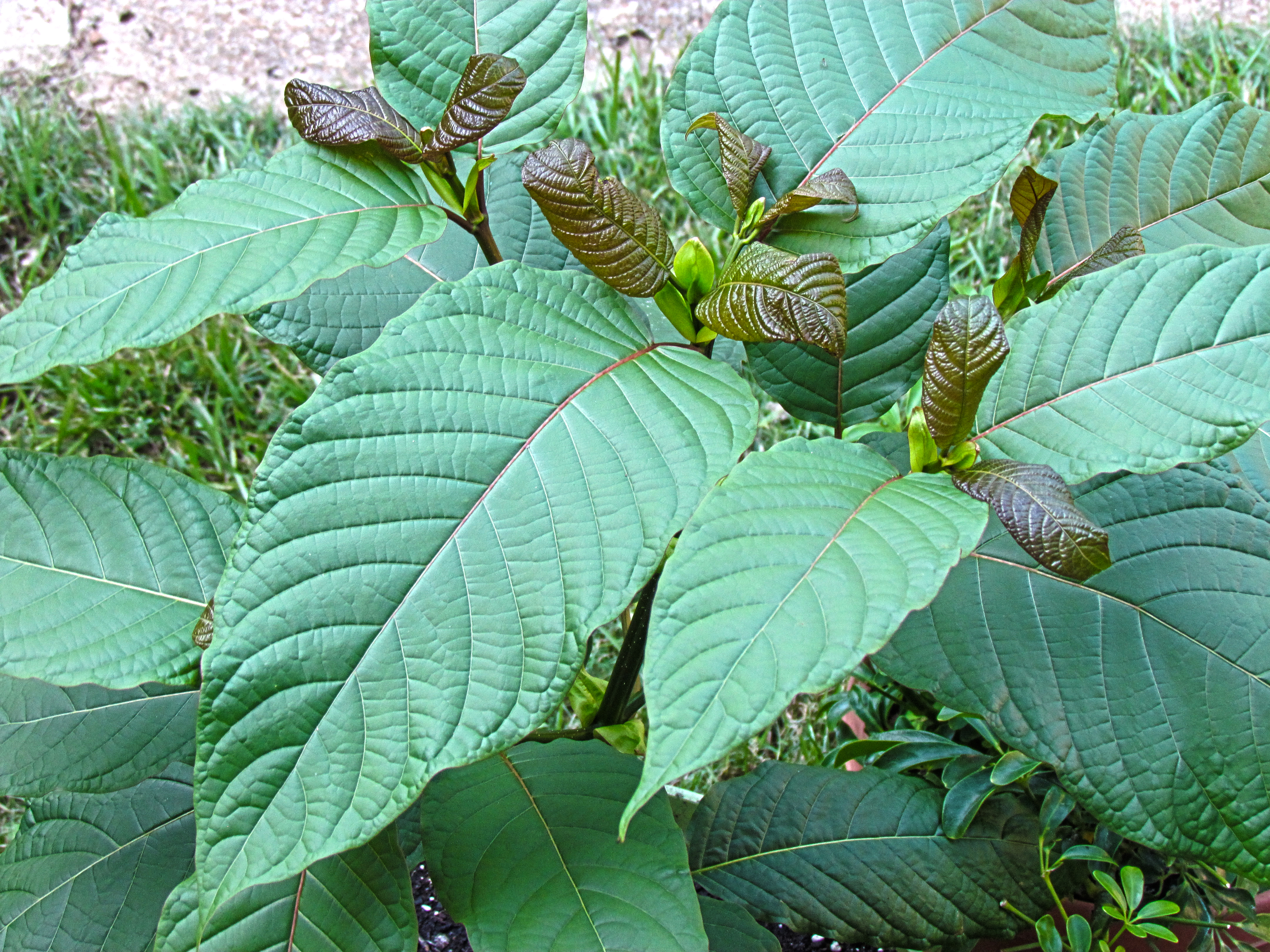
شجرة قرطوم صغيرة

القرطوم  هي شجرة دائمة الخضرة يمكن أن تنمو إلى 25 م (82 قدم) طولاً وقد يصل قطر الجذع إلى0.9 م (3 قدم). الجذع يكون بشكل عام مستقيماً واللحاء الخارجي ناعماً ورمادياً. الأوراق خضراء داكنة ولامعة، ويمكن أن تنمو إلى أكثر من14–20 سـم (5.5–7.9 بوصة) في الطول و7–12 سـم (2.8–4.7 بوصة) في العرض عندما تكون مفتوحة بالكامل، وهي عبارة عن شكل بيضوي غير منتظم.
يعتبر أصل شجر القرطوم هو تايلاند، وإندونيسيا، وماليزيا، وميانمار، وبابوا غينيا الجديدة.

تم وصف هذا النبات لأول مرة رسمياً من قبل عالم النبات الهولندي بيتر فيليم كورثالس في عام 1839، والذي أطلق عليها هذا الاسم؛ تمت إعادة تسميتها وإعادة تصنيفها عدة مرات قبل أن يعطيها جورج داربي هافيلاند الاسم والتصنيف النهائي في عام 1859.:59

## الاستخدام
ذكرت إدارة مكافحة المخدرات في الولايات المتحدة في عام 2013: «أنه لا يوجد استخدام طبي مشروع للقرطوم». أصبح القرطوم شائعًا للاستعمال الاستجمامي، حيث ظهرت مزاعم أنه يمكن أن يحسن المزاج، ويخفف الألم ويساعد في التخلص من إدمان الأفيون. ابتداءًا من 2013، تمت دراسة النبات ومستخلصاته الرئيسية علىٰ خلايا الحيوانات، ولكن لم يتم إجراء أيّ مِنْ التجارب السريرية في الولايات المتحدة.

### انسحاب الأفيون
في عام 1836، ورد أن القرطوم كان يستخدم كبديل للأفيون في ماليزيا. كما استخدم القرطوم كبديل للأفيون في تايلاند في القرن التاسع عشر.
لا توجد بيانات حول عدد المرات الّتي يتم استخدامها في جميع أنحاء العالم لأنه لا يتم الكشف عنها عن طريق اختبارات فحص الأدوية النموذجية. يبدو أن معدلات استخدام القرطوم تتزايد بين أولئك الّذين يعانون من آلام مزمنة ويعالجونها ذاتيّاً مع أنفسهم باستخدام المواد الأفيونية المشتراة بدون وصفة طبية، ثم يتبادلون تعاطي القرطوم بعد الأفيون وهكذا في دائرة مفرغة. حتّىٰ عام 2018، لم تكن هناك تجارب رسمية لدراسة فعالية أو سلامة استخدام القرطوم لعلاج إدمان المواد الأفيونية.

### الاستخدام التقليدي

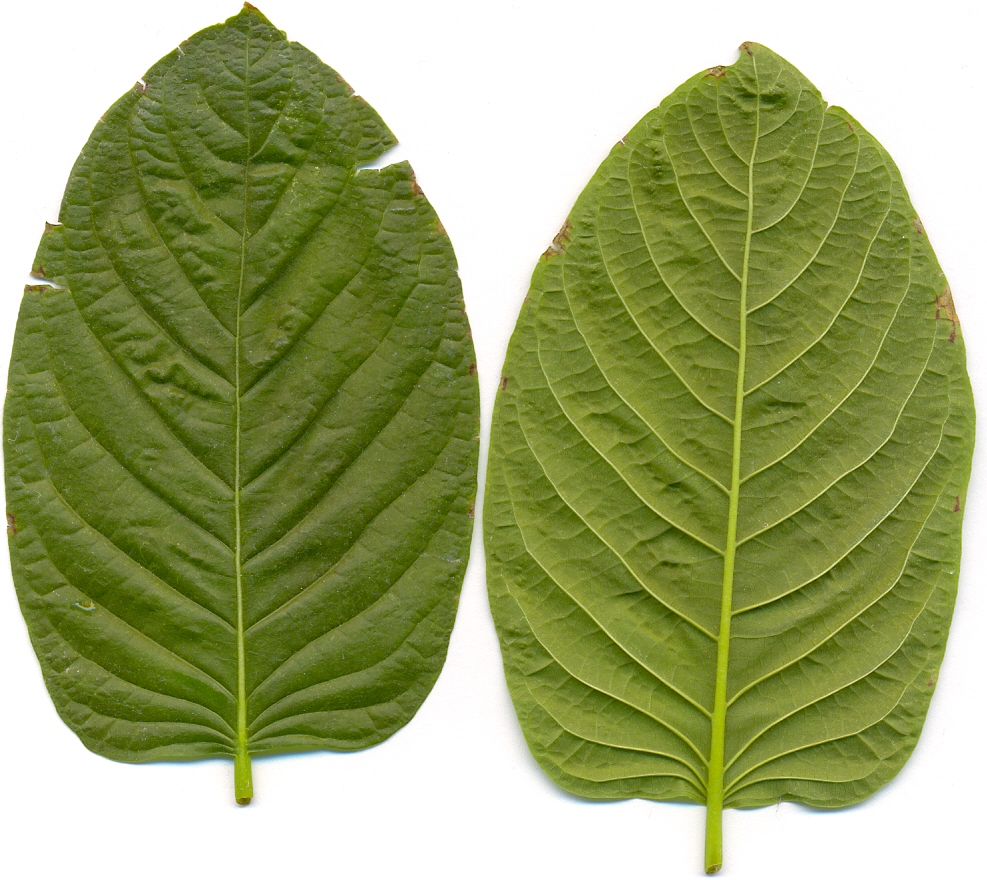
أوراق القرطوم

في ثقافات البلدان التي ينمو فيها النبات، يتم استخدامه في الطب التقليدي، حيث تمضغ الأوراق لتخفيف الألم العضلي الهيكلي، وزيادة الطاقة والشهية والرغبة الجنسية بطرق مشابهة لـ القات والكوكا. وتستخدم أوراق أو مقتطفات منها لعلاج الجروح وأيضاً كمخدر موضعي. وقد استخدمت المستخلصات والأوراق لعلاج السعال والإسهال والالتهابات المعوية. يستخدم القرطوم في كثير من الأحيان من قبل العمال في المهن الشاقة لدرء الإرهاق وكذلك لتحسين المزاج وتسكين للألم. في تايلاند، كان "القرطوم" يستخدم كوجبة خفيفة لاستقبال الضيوف وكان جزءًا من العبادة الطقسية للأسلاف والآلهة. "

### الاستخدام الترفيهي
عبر جنوب شرق آسيا، وخاصة في تايلاند في عام 2010، أصبح كوكتيل الشاي والمعروف بـ 4 × 100 شائعًا بين بعض الشباب. وهو مزيج من أوراق الكراتوم وشراب السعال وكوكا كولا والكوكايين. ايتداءاً من 2012، أصبح استخدام هذا الكوكتيل مشكلة خطيرة بين الشباب في ثلاث مقاطعات على طول الحدود مع ماليزيا.

## الآثار الضارة
في الجرعات المنخفضة نسبياً (1-5 غرام من الأوراق الخام)، وَالّتي توجد فيها تأثيرات منشّطة في الغالب، تشمل الآثار الجانبية ضيق حدقة العين واحمرار الخدود. تشتمل التأثيرات الضائرة المتعلّقة بالتحفيز القلق والتهيج، وتبدأ تأثيرات مشابهة للأفيون مثل الحكة والغثيان وفقدان الشهية وزيادة التبول. عند تناول جرعات معتدلة (من 5 إلى 15 غرام من الأوراق الخام) وأعلى، تظهر تأثيرات أفيونية بشكل عام، وتشمل الآثار الضارة الإضافية تسارع القلب، وكذلك الإمساك والدوار وانخفاض ضغط الدم، وجفاف الفم، والتعرق. الاستخدام المتكرر لجرعات عالية من القرطوم قد يسبب الهزة والدوار، وفقدان الشهية، وفقدان الوزن، والذهان. وإذا حاول المتعاطون بكثرة التوقف عن استخدامه فجأة، فقد يواجهون أعراض الانسحاب بما في ذلك التهيج، والغثيان، وارتفاع ضغط الدم، والأرق، وسيلان الأنف، وآلام العضلات والمفاصل، والإسهال.
في يوليو / تموز 2016، أصدر مراكز مكافحة الأمراض واتقائها (CDC) تقريرا يفيد بأنه بين عامي 2010 و 2015، تلقت مراكز السموم الأمريكية 660 تقريراً عن التعرض للقرطوم.
يتم التعامل مع الجرعة الزائدة من القرطوم بشكل مماثل للجرعة الزائدة من الأفيون، حيث يستخدم النالوكسون لعلاج أعراض الجرعة الزائدة، استناداً إلىٰ تجربته علىٰ حيوانات تجارب.

### التنفس
فشل الجهاز التنفسي هو خطر كبير ينتج من المواد الأفيونية، وخاصة تلك الّتي لديها نشاط علي مستقبلات الأفيون. هذا هو السبب الرئيسي للوفاة من استخدام المواد الأفيونية. في الدراسات الّتي أجريت على الحيوانات عند تناول جرعات عالية للغاية، يتسبب الميتراجينيين في ضعف الجهاز التنفسي، ولكن أقل من المورفين أو الكوديين.

### سمية الكبد
في حالات نادرة، ارتبط الاستخدام المزمن للقرطوم بإصابة الكبد الحاد، وظهور أعراض الإرهاق، والغثيان، والحكة، واليرقان. إصابة الكبد ترتبط بالركود الصفراوي وقد تشمل القصور الكلوي الحاد. حتّىٰ عام 2016، كانت الآلية الّتي يتسبّب فيها القرطوم في حدوث تلف في الكبد لدىٰ بعض الأشخاص غير مفهومة بشكل جيد.

### الموت
تُعدّ الجرعات الزائدة من القرطوم موضع قلق في العديد من البلدان بسبب ارتفاع عدد حالات الدخول إلىٰ المستشفىٰ والوفيات الناجمة عن سوء معاملة إدمان القرطوم المزمن. وفقاً للاستعراضات السريرية، يمكن أن تتسبّب الجرعات الزائدة من القرطوم في حدوث تسمم الكبد، ونوبات صرع، وغيبوبة وموت، لا سيما عندما يقترن مع تعاطي الكحول. بين عامي 2011 و 2017، كانت هناك أربع وأربعون حالة وفاة مرتبطة بالكراتوم.

### الكشف عن القرطوم في سوائل الجسم
لا يتم الكشف عن المركبات النشطة والمستقلبات النباتية عن طريق اختبار فحص المخدرات النموذجي، ولكن يمكن اكتشافها عن طريق اختبار أكثر تخصّصًا. حيث من المتوقع أن تكون تركيزات مادة الميتراجينين في الدم في نطاق 10-50 ميكروغرام / لتر في الأشخاص الذين يستخدمون المخدرات بشكل ترفيهي. عادةً ما يكون الكشف في سوائل الجسم عن طريق مطياف الكتلة الكروماتوغرافي السائل.

## النظام والقواعد
حتي يناير / كانون الثاني 2018، لم يتم إدراج النبات في أي من جداول اتفاقيات الأمم المتحدة للمخدرات.

### المجتمع الاقتصادي الآسيوي
اعتبارًا من 2013، أدرج المجتمع الاقتصادي الآسيوي منتجات القرطوم في الملحق الخاص به، حيث لا يمكن تضمينها في الأدوية التقليدية والمكملات الصحية التي يتم تداولها عبر الدول التابعة له.

### أستراليا ونيوزيلندا
اعتبارًا من 2015 كانون الثاني، تم التحكم في تعاطي القرطوم كمخدر في أستراليا وبموجب قوانين الأدوية لعام 1985 (المعدلة في 6 أغسطس 2015).

### كندا
{{اعتباراً من تشرين الأول / أكتوبر 2016، لم يعد قانونيًا تناول القرطوم، ولكن يمكن تسويقه لاستخدامات أخرى، مثل البخور.  واتخذت وزارة الصحة الكندية اجراءات رادعة ضد أي شركة تروج لتناوله أو تعاطيه.

### أوروبا
في أوروبا، ابتداءاً من عام 2011، تم التحكم في صناعة النبات في الدنمارك ولاتفيا وليتوانيا وبولندا ورومانيا والسويد. في المملكة المتحدة، ومنذ عام 2016، يحظر بيع واستيراد وتصدير القرطوم بموجب قانون المؤثرات العقلية لعام 2016 (قانون المواد النفسانية).

### ماليزيا
يحظر استخدام أوراق القرطوم، المعروفة محليا باسم «كيتوم»، في ماليزيا بموجب المادة 30 (3) قانون السموم لعام 1952 ويمكن تغريم المستخدم بمبلغ أقصاه 10000 رينغيت ماليزي (3150 دولار أمريكي) أو السجن لمدة تصل إلى 4 سنوات. وحثت بعض الأطراف الحكومة على معاقبة استخدام القرطوم بموجب قانون المخدرات الخطرة بدلاً من قانون السموم، والذي سيحمل عقوبات أشد.

### تايلند
حيازة أوراق القرطوم غير قانوني في تايلاند. أصدرت الحكومة التايلاندية «قانون القرطوم 2486»، اعتبارًا من 3 أغسطس 1943، والذي جعل زراعة الأشجار غير قانونياً أيضاً، رداً على الزيادة في استخدامه عندما أصبح الأفيون مكلفًا للغاية في تايلاند وكانت الحكومة التايلندية تحاول السيطرة على سوق الأفيون.
نظرت الحكومة في إضفاء الشرعية على القرطوم في الأعوام 2004 و2009 و2013.

### الولايات المتحدة الأمريكية
خلال الفترة من عام 2010 إلى عام 2015، ازدادت التقارير المتعلقة بالتسمم بالقرطوم في الولايات المتحدة بمقدار عشرة أضعاف. لأنه كان يتم تسويق القرطوم كمكمل غذائي في 2014 & ndash؛ ولكن لم يسبق استخدامه بشكل شائع في الولايات المتحدة ولم يتم الاعتراف به بشكل عام على أنه آمن  & ndash؛ تنسق إدارة الغذاء والدواء مع وكالات أمريكية أخرى للاستيلاء على الشحنات المستوردة. اعتباراً من مارس 2018، أصبح تعاطي القرطوم غير قانوني في كلا من ألاباما، وأركنساس، وإنديانا، وتينيسي، وفيرمونت، وويسكونسن، وحظر الجيش الأمريكي الجنود من استخدامه.
في 30 أغسطس 2016 ، أعلنت إدارة مكافحة المخدرات (DEA) عن عزمها وضع المواد الفعالة في صناعة القرطوم في الجدول الأول من قانون المواد الخاضعة للرقابة كتحذير من خطر وشيك على السلامة العامة، نتيجة لأكثر من 600 مكالمة إلى مراكز مراقبة السموم بين عامي 2010 و 2015 و 15 حالة وفاة مرتبطة بالقرطوم بين عامي 2014 و 2016.
في شباط / فبراير 2018 ، أصدر مفوض هيئة الغذاء والدواء، سكوت غوتليب، بيانًا يصف خصائص القرطوم المشابهة للأفيون وأنه لا ينبغي استخدامه لأي علاج طبي أو استخدام ترفيهي.

## روابط خارجية
- Kratom (Mitragyna speciosa), from the المركز الأوروبي لرصد المخدرات والإدمان, January 2015